# Thyra duńska
Thyra, Thore (zm. 18 września 1000) – królowa Norwegii, córka króla Danii i Norwegii Haralda Sinozębego i prawdopodobnie Tofy.

## Życiorys
Przed 985 wyszła za mąż za jarla Jomsborga Styrbjörna Sterkiego, syna króla Szwecji Olafa Björnsona. Według pochodzącej z ok. 1225 Fagrskinny Thyra została przymuszona przez swego brata Swena Widłobrodego do poślubienia króla Wendów Burysława, lecz uciekła po tygodniu wspólnego pożycia, a następnie schroniła się w Norwegii u tamtejszego króla Olafa Tryggvasona. Prawdziwość tego przekazu jest kwestionowana, jednak faktem jest że w 998 Thyra została żoną Olafa. Małżeństwo Thyry i Olafa było bezpotomne. Według przekazu piszącego w latach 1072-1076 Adama z Bremy to właśnie Thyra przyczyniła się do wypowiedzenia przez Olafa wojny Danii i bitwy morskiej pod Svold, w której zginął król Norwegii.